# Sindangbarang (Panumbangan)
Sindangbarang is een bestuurslaag in het regentschap Ciamis van de provincie West-Java, Indonesië. Sindangbarang telt 3941 inwoners (volkstelling 2010).